# Rusty Lake: Roots
Rusty Lake: Roots est un jeu vidéo d'aventure en pointer-et-cliquer développé et édité par Rusty Lake, sorti en 2016 sur Windows, Mac, iOS et Android.

## Trame
Le jeu commence au milieu du XIXe siècle, avec un homme nommé James qui va découvrir la maison que lui a laissé son oncle défunt. le joueur doit explorer trente-trois vignettes pour découvrir la vie de trois générations de cette famille et les événements macabres qui ont eu lieu et qui vont avoir lieu,,.

## Accueil
- Canard PC : 9/10[4]
- Gamezebo : 4,5/5[5]